# Virulencija
Virulencija (lat. virulentus – „pun otrova“) je stepen patogenosti (ili sposobnosti nekog patogena da izazove infekciju i bolest) a određena je invazivnošću, infektivnošću i patogenim potencijalom i ona se može povećati - egzaltacija virulentnosti, ili smanjiti - atenuacija virulentnosti...„Kada je patogenost visoka, visoka je i virulencija, koju karakteriše; mali broj uzročnika koji izazivaju infekciju, teška klinička slika bolesti sa teškim posledicama i čestim smrtnim ishodom...“

## Terminologija
Reč „virulencija“ ima isto latinsko poreklo kao i reč „virus“, koja se prvobitno odnosila na bilo koji patogen koji je izazvao bolest. Virulencija se stoga treba posebno odnositi na osobinu patogena. Prema savremenim definicijama, virulencija je sposobnost patogena da se umnožava i nanosi štetu svom domaćinu. Čini se da većina mikrobiologa koji proučavaju parazite koristi virulenciju prema ovoj definiciji. Ekolozi i evolucioni biolozi ponekad primenjuju strože termine koji leže u tome kako se agresivnost eksploatacije resursa domaćina od strane parazita razvija pod određenim uslovima, i da li medicinske ili veterinarske intervencije mogu da modifikuju njegovu evoluciju. Efekti na domaćine nisu deo strategije parazita: ne postoje geni u genomu parazita koji specifično kodiraju za određeni nivo oštećenja domaćina. Stoga treba biti oprezan kada se govori o „genima za virulenciju“, čak i u matematičkim modelima.  Ipak koncept virulencije, koliko god da je definisan, on je svojstvo interakcije domaćin-parazit, koja se često tretira kao svojstvo parazita. Zato se virulentnost patogena, meri indirektno kroz njegove efekte na sposobnost domaćina ili pretpostavljena karakteristika jednog organizma meri se njegovim efektom na drugi organizam.

## Etiologija virulencije
Virulencija (virus-otrov) kao stepen patogenosti određena je invazivnošću, infektivnošću i patogenim potencijalom nekog patogena. Unutar jedne iste vrste postoje različiti sojevi bakterija koji imaju različit stepen virulencije. Virulencija predstavlja kapacitet mikroorganizma da izazove oštećenje u organizmu domaćina i rezultat je kompleksne interakcije parazit (mikroorganizam)- domaćin, i može se povećati - egzaltacija ili smanjiti - atenuacija (atenuisani mikroorganizmi se primenjuju u živim vakcinama). 
Kada patogen - mikroorganizam koji je sposoban da izazove bolest dođe u kontakt sa domaćinom, u njegovom organizmu može se javiti: 
Kolonizacija patogenom
Nastaje kada domaćin ne odgovara na prisustvo mikroorganizma, zbog sposobnosti nekih bakterija da luče specijalne virulentne proteine koji im omogućavaju da kolonizuju organizam domaćina, npr. bakterija Helikobakter (lat. Helicobacter pylori) ili ,...„bakterije počinju da funkcionišu kao grupa tek kada se u njoj nađe određeni broj jedinki. Ovaj početni stadijum organizacije grupe bakterija naučnici su nazvali "osećajem kvoruma" (engl. quorum sensing)...“ 
 Kolonije patogena se definišu kao populacije nastale kroz reprodukciju iz jednog pretka. Ali, potomstvo patogena brzo trpi ekstremno različite promene lokalnih uslova, te u blizini središta kolonije patogeni gladuju za hranjivim materijama, i akumuliraju otpada, kao što su produktu fermentacije - kiseline, dok su oni na rubnim delovima kolonije izraženo aktivni zbog gradijenta u hranljivim materijama. Zato su patogeni u centralnom delu kolonije u stacionarnoj fazi (fazi mirovanja), dok vodeću ulogu u infekciji preuzimaju rubne ćelije koje su u izraženoj aktivnosti. Ova različitost može dovesti do nastanka mutacije patogena, što rezultuje nastankom genetički raznovrsnih vrsta. Takođe zbijenost ćelija patogena (jednih uz druge), može da dovede do formiranja „minijaturnog biofilma“, koji je danas glavni predmet istraživanja u oblasti antibiotske rezistencije i drugih svojstva patogena.
Neke virulentne bakterije proizvode posebne proteine koji im omogućavaju da kolonizuju delove tela domaćina. Helicobacter pilori je u stanju da preživi u kiseloj sredini ljudskog želuca tako što proizvodi enzim ureazu. Kolonizacija sluzokože želuca od strane ove bakterije može dovesti do čira na želucu i raka. Virulencija različitih sojeva Helicobacter pilori ima tendenciju da korelira sa nivoom proizvodnje ureaze.
Invazija
Neke virulentne bakterije proizvode proteine koji ili ometaju membrane ćelije domaćina ili stimulišu sopstvenu endocitozu ili makropinocitozu u ćelije domaćina. Ovi faktori virulencije omogućavaju bakterijama da uđu u ćelije domaćina  preko slojeva epitelnog tkiva na površini tela.
Inhibitori imunog odgovora
Mnoge bakterije proizvode faktore virulencije koji inhibiraju odbranu imunološkog sistema domaćina. Na primer, uobičajena bakterijska strategija je proizvodnja proteina koji vezuju antitela domaćina. Polisaharidna kapsula Streptococcus pneumoniae inhibira fagocitozu bakterije od strane imunih ćelija domaćina.
Infekcija
Imunski sistem domaćina odgovora na prisustvo mikroorganizma, pojavom infekcije.
Pojave oboljenja
Aktiviranjem imunskog sistema domaćina dolazi do oštećenja tkiva i pojave simptoma bolesti).

## Patogeneza virulencije
Virulencija predstavlja mogućnost mikroorganizma da izazove oštećenje u organizmu domaćina i nastaje kao rezultat kompleksne interakcije između patogena (mikroorganizama) i domaćina. Većina bakterija poseduje više faktora virulencije i svaki od njih ima određenu ulogu u različitim stadijumima bolesti.
 Tradicionalna hipoteza o virulenciji zasniva se na pretpostavci da je smrt posledica infekcije patogenom koji eksploatiše organizam domaćina. Ova hipoteza se danas nalazi u središtu mnogih empirijskih i teorijskih istraživanja o razvoju virulencije, i pored sve više dokaza da je smrt izazvana infekcijom patogena nusproizvod sadržan u imunskom odgovoru domaćina.

### Stepen virulencije
Stepen patogenosti ili virulencije određuje:
Infektivna doza (optimalan broj)
Broj patogena potreban da dovede do pojave manifestacija bolesti (infekcije) infektivna doza, koja npr. za neke poznate patogene iznosi: 105 za Salmonele (visoka infektivna doza), 1010 za Koleru, 200 za Šigele, ili samo 1 bacil za Kugu (mala infektivna doza).
Penetracija (širenje)
Patogeni mikroorganizmi mogu se:lokalizovanti na primarnom mestu adherencije za epitelne ćelije, gde se umnožavaju i produkuju toksin koji putem krvi stiže do ciljnih organa ili mogu penetrirati do subepitelnog tkiva, limfnih čvorova i dalje limfotokom i krvotokom do ciljnih organa.
Evolucija patogena i patološke promene nakon infekcije
Većina modela o evoluciji virulencije pretpostavlja da su evolucija i virulencija patogena konstantni u toku infekcije. Optimalan nivo virulencije nekog patogena je određena maksimalnim nivoom koji on dostigne od početka prenosa i maksimalnim trajanjem infekcije. U mnogim infekcijama virusima (npr. HIV i grip), bakterijskim (tuberkuloza) i prionima (BSE i CVD), bolešću izazvana smrtnost javlja se dugo nakon zaražavanja domaćina, što govori o tome da je virulencije veoma zavisna od evolucije prenosa patogena i patologije u organizmu domaćina nakon infekcije. Prema tome evolucija i patološke promene nakon infekcije mogu povećati ili smanjiti virulenciju patogena, nakon pojavljivanja u novom domaćinu.

## Faktori virulencije
Patogeni organizmi imaju različitu širinu virulencije. Na primer, soj bakterija može biti virulentniji od drugih sojeva iste vrste. Virulencija patogena je često u korelaciji sa takozvanim faktorima virulencije. Faktor virulencije se definiše kao faktor koji omogućava organizmu da napadne domaćina i izazove bolest. Takođe određuje stepen oštećenja domaćina. Ovi faktori mogu biti sekretorne, membranske ili citosolne prirode.
Primer faktora virulencije je sposobnost mikroba da se razmnožavaju unutar ćelija domaćina. U mikrobiologiji, ovi faktori se smatraju vitalnim za epidemiologiju, posebno kada se prati novi patogeni soj. To je zato što je soj često veoma virulentan, pa samim tim i štetniji, čak i fatalan, za svog domaćina. Neki od faktora virulencije koje istraživači razmatraju su put ulaska u domaćina, upotrebljena patobiološka mašinerija i njeni efekti na imuni odgovor domaćina. 

Faktori virulencije virusa, na primer, su uglavnom proteini koje infektivni virus podstiče da ih proizvodi sopstveni proteinski aparat domaćina. Faktori bakterijske virulencije su takođe proteini koji su kodirani sopstvenim genima ili plazmidima koje su stekli horizontalnim transferom gena. Oštećenje može biti dodatno pojačano preterano reaktivnim imunološkim odgovorom domaćina kada su imune ćelije toliko pokrenute prisustvom ovih faktora virulencije da imaju tendenciju da oštete ćelije domaćina u pokušaju da se suprotstave infekciji. Ovi faktori virulencije su, stoga, jedan od glavnih ciljeva u medicinskim istraživanjima koja nameravaju da stvore nove tretmane i vakcine.
Faktori virulencije ili agresini imaju važnu ulogu u patogenezi bakterijske infekcije. Većina bakterija poseduje više faktora virulencije i svaki od njih ima određenu ulogu u različitim stadijumima bolesti. U kliničkom smislu virulencija je manifestacija složenih odnosa parazita i domaćina, i zavisi od osobina mikroorganizma sa jedne strane i odbrambenih snaga domaćina sa druge. 
Faktori virulencije mogu biti kodirani genima koji su lokalizovani na: bakterijskom hromozomu, plazmidima, bakteriofagima, transpozonima. 
Faktori virulencije
| Faktori                           | Strukture                                                               |
| --------------------------------- | ----------------------------------------------------------------------- |
| Strukture bakterijske ćelije      | Kapsula • Peptidoglikan • Lipoteihoinska kiselina • Površinski proteini |
| Ekstraćelijski produkti bakterija | Toksini • Enzimi                                                        |

Faktori virulencije se u odnosu na ulogu u patogenezi infekcije mogu podeliti u tri velike grupe: faktore adherencija, faktore invazivnosti, toksine. 

#### Faktori adherencija
Adhezija, je interakcija između specifičnih receptora na membrani ćelija (obično ugljeni hidrati) i liganda (obično proteini) na površini bakterija. Razvoj stabilne bakterijske populacije u inficiranom organizmu zahteva adheziju (prianjanje) mikroorganizama za epitelne ćelije domaćina. 
Adhezija za epitelne ćelije domaćina se najčešće odvija na površini sluzokože (respiratornog, digestivnog ili urogenitalnog sistema), na šta veliki uticaj ima prisustvo ili odsustvo specifičnih receptora na membrani eukariotskih ćelija koja i uslovljava tkivnu specifičnost patogena. 
Adhezija je neophodna da bi mikroorganizmi izbegle nespecifične mehanizme odbrane organizma, kao što su crevna peristaltika izmokravanje bakterija mokraćom, kašalj itd. Nespecifični faktori kao što su naelektrisanje i hidrofobna svojstva površine ćelije mikroorganizama takođe značajno utiče na inicijalni proces adherencije.
Ulogu adheziva mogu imati i kapsula i sluzavi omotač bakterija. Pored vezivanja za epitelne ćelije bakterije se posredstvom navedenih struktura vezuju i za sintetske implantate (veštački srčani zalisci, kateteri i veštački zglobovi). U ovom slučaju dolazi do posebnog tipa adherencije, ili obrazovanja biofilma. Nakon što formiraju biofilm bakterije su zaštićene od dejstva fagocitnih ćelija i antibiotika.
Neke patogene bakterije (pneumokok, haemophilus influenzae, meningokok, monokok) produkuju enzim IgA1 proteazu koja razgrađuje imunoglobuline klase A1 čime je omogućena adherencija bakterija za epitelne ćelije sluzokože. 

#### Faktori invazivnosti
Sposobnost mikroorganizma da prodre kroz epitelni sloj naziva se invazivnost. Invazivne bakterije svoju invazivnost ispoljavaju; 
| Produkcijom enzima koji omogućavaju širenje mikroorganizma | Antifagocitnim faktorima |
| --- | --- |
| - Koagulaza - konvertuje fibrinogen u fibrin, sintetiše je Staphylococcus aureus - Streptokinaza - prevodi plazminogen u plazmin, enzim koji razgrađuje fibrin - Hijaluronidaza - (razlaže hijaluronsku kiselinu) - Lipaza, - proteaza, lecitinaza, kolagenaza itd. - Kolagenaza - razgrađuje kolagen vezivnog tkiva (produkuju je klostridije) - Lecitinaza- razlaže lecitin u citoplazmatskoj membrani (klostridije je sintetišu) | - Kapsula - (produkuje je pneumokok i meningokok) koja ometa adherenciju fagocita za bakteriju; - Protein A Staphylococcus aureus-a - koji se vezuje za Fc fragment imunoglobulina klase G čime je inhibirana specifična opsonizacija bakterije; - M protein - je površinski protein Streptococcus pyogenes-a za koji se vezuje fibrinogen, odnosno fibrin koji prekriva površinu bakterije i time sprečava opsonizaciju i fagocitozu |

#### Toksini
Toksini (grč. τοξικόν, toxikon - otrov) su otrovne supstanca koje nastaju u živim ćelijama organizama. Toksini reaguju sa biološkim makromolekulama, npr. enzimima i ćelijskim receptorima, u veoma malim koncentracijama i mogu u organizmu živih bića izazvati, od minimalnih do smrtonosnih efekata.
Toksini koji mogu biti egzo i endotoksini, po svojoj hemijskoj prirodi su male molekule, proteini ili polipeptidi koje mikroorganizmi izlučuju u spoljašnju sredinu i prouzrokuju oboljenje pri apsorpciji ili kontaktu sa tkivima.
Neke karakteristika bakterijskih egzo i endotoksina
| Osobine                | Egzotoksini                                       | Endotoksini                   |
| ---------------------- | ------------------------------------------------- | ----------------------------- |
| Izvor                  | Gram pozitivne bakterije Gram negativne bakterije | Samo gram negativne bakterije |
| Hemijska priroda       | Polipeptidi                                       | Lipopolisaharidi              |
| Geni                   | Plazmidi                                          | Hromozom                      |
| Toksičnost             | Veoma toksični                                    | Manje toksični                |
| Specifičnost           | Specifični receptori                              | Nemaju specifične receptore   |
| Mehanizam dejstva      | Različiti                                         | Oslobađanje SE IL-1, TNF-a    |
| Kliničke manifestacije | Različite                                         | Groznica, septični šok        |
| Antigeni               | Dobri antigeni                                    | Slabi antigeni                |
| Vakcine                | Toksoidi                                          | Ne postoji                    |
| Termostabilnost        | Termostabilan                                     | Termostabilan                 |

### Napomene
1. ↑  Prema teoriji profesora molekularne biologije na Univerzitetu Prinston u SAD, Boni Bejsler

## Literatura
- Jawetz E i sar. Medicinska mikrobiologija, Informator, 1998. Beograd
- Švabić-Vlahović M. i sar: Medicinska bakteriologija, Savremena administracija, Beograd, 2005.
- Marković Lj. et al.: Opća Virusologija, Medicinski fakultet Zagreb, 1995.
- Krstić Lj. Medicinska Virusologija, Štampa Čigoja, 2000.
- Kranjčić-Zec I. i sar. Medicinska parazitologija, Informator, 1993. Beograd
- Jovanović T. i sar. Praktikum iz mikrobilogije i imunologije, Informator, 2000. Beograd
- Tasić G: Virusološka dijagnostika, Institut za zaštitu zdravlja Niš, 1999.
- Day, Troy; Graham, Andrea L.; Read, Andrew F. (2007). „Evolution of parasite virulence when host responses cause disease”. Proceedings of the Royal Society B: Biological Sciences. 274 (1626): 2685—2692. PMC 2279213 . PMID 17711836. doi:10.1098/rspb.2007.0809.
- Frank, S. A.; Schmid-Hempel, P. (2008). „Mechanisms of pathogenesis and the evolution of parasite virulence”. Journal of Evolutionary Biology. 21 (2): 396—404. PMID 18179516. S2CID 1143835. doi:10.1111/j.1420-9101.2007.01480.x.
- 2007

## Spoljašnje veze
|  | Molimo Vas, obratite pažnju na važno upozorenje u vezi sa temama iz oblasti medicine (zdravlja). |